# Laguna de Suches
La laguna de Suches, es un cuerpo de agua producto de deshielos de glaciares próximos a él, ubicado a más de 4000 m s. n. m., se encuentra en el departamento de Tacna en Perú y forma parte de la cuenca alta del río Locumba. Su principal afluente es el río Japopunco.
Esta laguna desagua por el río Callazas hacia la laguna de Aricota, que luego se une al río Locumba que desemboca en el océano Pacífico en el distrito de Ite. Las aguas de la laguna de Suches son utilizadas para la actividad minera de las minas de Toquepala (Tacna) y Cuajone (Moquegua) de capital mexicano.
Actualmente existe una disputa entre las Regiones Tacna y Moquegua por la Laguna de Suches y sus alrededores, lo que ha llevado a las autoridades de la región Tacna y de la provincia de Candarave a defender su soberanía sobre esta laguna.